# Julius Jenkins
Julius Jenkins, (nacido el 10 de febrero de 1981 en Fort Lauderdale, Florida) es un jugador de baloncesto estadounidense. Con 1,87 de estatura, su puesto natural en la cancha era el de base o escolta.

## Trayectoria deportiva

### Universidad
Jugó cuatro temporadas con los Eagles de la Universidad del Sur de Georgia en las que prommedió 17,2 puntos, 4,1 rebotes, 2,7 asistencias y 1,5 robos de balón por partido. En 2000 y 2001 fue incluido en el segundo mejor quinteto de la Southern Conference, y en 2003 en el primero.

### Profesional
Comenzó jugando profesionalmente en el Falke Nürnberg alemán y posteriormente en el Bree B.B.C. belga. Firmó en 2006 con el Alba Berlín de la Basketball Bundesliga, y posteriormente una extensión de contrato hasta la temporada 2010-2011 después de ser nombrado MVP de la Liga Alemana en 2008.
En julio de 2011 firmó un contrato de dos años con el Brose Baskets de Alemania. Después de solo una temporada, el club decidió cortarlo.
En julio de 2012 firmó por dos temporadas con el también equipo alemán del EWE Baskets Oldenburg. En julio de 2014 renovó contrato con el equipo.
El 19 de diciembre de 2015 firmó con el equipo montenegrino del Budućnost Podgorica para el resto de la temporada.
El 23 de agosto de 2016 regresó a Alemania para fichar por el Science City Jena. El 5 de marzo de 2017 renovó por una temporada más.